# Vespa mandarinia
Frelon géant asiatique
Ne doit pas être confondu avec Frelon asiatique.
Espèce
Vespa mandarinia, aussi connu sous le nom de Frelon géant, est la plus grosse espèce de frelons au monde. Elle est aussi la plus grande espèce d'insectes sociaux connue. Décrite au XIXe siècle par l'anglais Frederick Smith, cette espèce a la particularité de parfois chasser en groupe. Lorsque le nid est suffisamment développé, plusieurs frelons peuvent partir chasser ensemble et ainsi éradiquer la population d'un nid d'un autre hyménoptère social (abeille, guêpe ou frelons d'une espèce plus petite) pour se servir de ce nid comme d'un garde-manger (ouvrières décimées, mais aussi et surtout le couvain de larves).
Cinq fois plus gros qu'une abeille, le frelon géant est capable d'en tuer 300 en moins d'une heure.

## Venin et toxicité pour l'homme
La dose létale médiane du venin pour les souris est de 4,0 mg/kg.
Le frelon géant d'Asie représente un danger réel pour l'homme en raison de sa piqûre extrêmement douloureuse et de son venin puissant et toxique. Son dard de 6 mm lui permet de piquer à multiples reprises, y compris à travers les vêtements.
Le danger est particulièrement élevé dans deux cas :
- Pour une personne allergique, une seule piqûre peut déclencher un choc anaphylactique mortel en quelques minutes.
- En cas de piqûres multiples, souvent lors d'une attaque groupée près d'un nid, l'injection massive de venin peut provoquer une insuffisance rénale, des atteintes au système nerveux et la mort, même chez une personne non allergique.

Ce frelon est très agressif lorsqu'il défend son nid, mais a tendance à ignorer les humains lorsqu'il est seul. Dans ses régions d'origine en Asie, il est responsable de 30 à 50 décès par an. L'espèce n'est pas implantée en Europe à ce jour (2025).

## Répartition
Cette espèce est essentiellement présente en Asie : Inde, Birmanie, Thaïlande, Laos, Viêt Nam, Cambodge, Chine, Corée du Sud et Japon .
Il a été repéré au cours de l'année 2019 dans l'État de Washington, USA, ainsi qu'en Colombie-Britannique, Canada, en août 2019, et à nouveau en mai 2020, à Langley, Colombie-Britannique, et à Custer, Washington. En octobre 2020, un nid est pour la première fois détruit aux États-Unis. L'espèce aurait été éradiquée des États-Unis en 2024.

## Anatomie
Vespa mandarinia est remarquable pour sa taille imposante et son aspect distinctif, d'où son nom de frelon géant. Les reines de cette espèce peuvent mesurer de 4,5 à 5,5 cm de long, tandis que les ouvrières, plus petites, varient généralement de 2,5 à 4 cm de longueur,,. Les mâles, quant à eux, se situent généralement entre ces deux tailles.
En plus des différences de taille, les reines, les ouvrières et les mâles présentent également des variations physiques subtiles. Les reines, par exemple, possèdent un abdomen plus grand et arrondi nécessaire pour la ponte des œufs. Les ouvrières, en revanche, sont équipées de mandibules plus robustes, utilisées pour chasser et construire le nid. Les mâles, qui ne participent ni à la chasse ni à la construction du nid, ont un corps légèrement plus mince et des antennes plus longues, ce qui les aide à localiser les reines lors de la saison des accouplements.
En termes de couleur, le frelon géant est principalement de couleur foncée, avec une tête jaune-orange et un thorax noir. Ses segments abdominaux sont rayés de bandes brunes et jaunes, ce qui lui donne une apparence rayée distincte. Les ailes sont brun sombre, presque noires, et produisent un bourdonnement notable lorsqu'elles battent.
Une des caractéristiques les plus notables de Vespa mandarinia est son dard. Contrairement à de nombreux autres hyménoptères, le dard du frelon géant est assez long (jusqu'à 6 mm) et n'est pas barbelé, ce qui signifie qu'il peut piquer plusieurs fois. De plus, le venin injecté est particulièrement puissant et peut causer une douleur intense.
Les mandibules du frelon géant sont larges et robustes, adaptées pour déchiqueter les proies et découper les matériaux nécessaires à la construction du nid. Les yeux sont grands et composés, fournissant une vision excellente qui est essentielle pour la chasse et la navigation.
En résumé, Vespa mandarinia est un exemple impressionnant d'adaptation et de spécialisation, dont l'anatomie reflète parfaitement son rôle de prédateur efficace et redoutable.

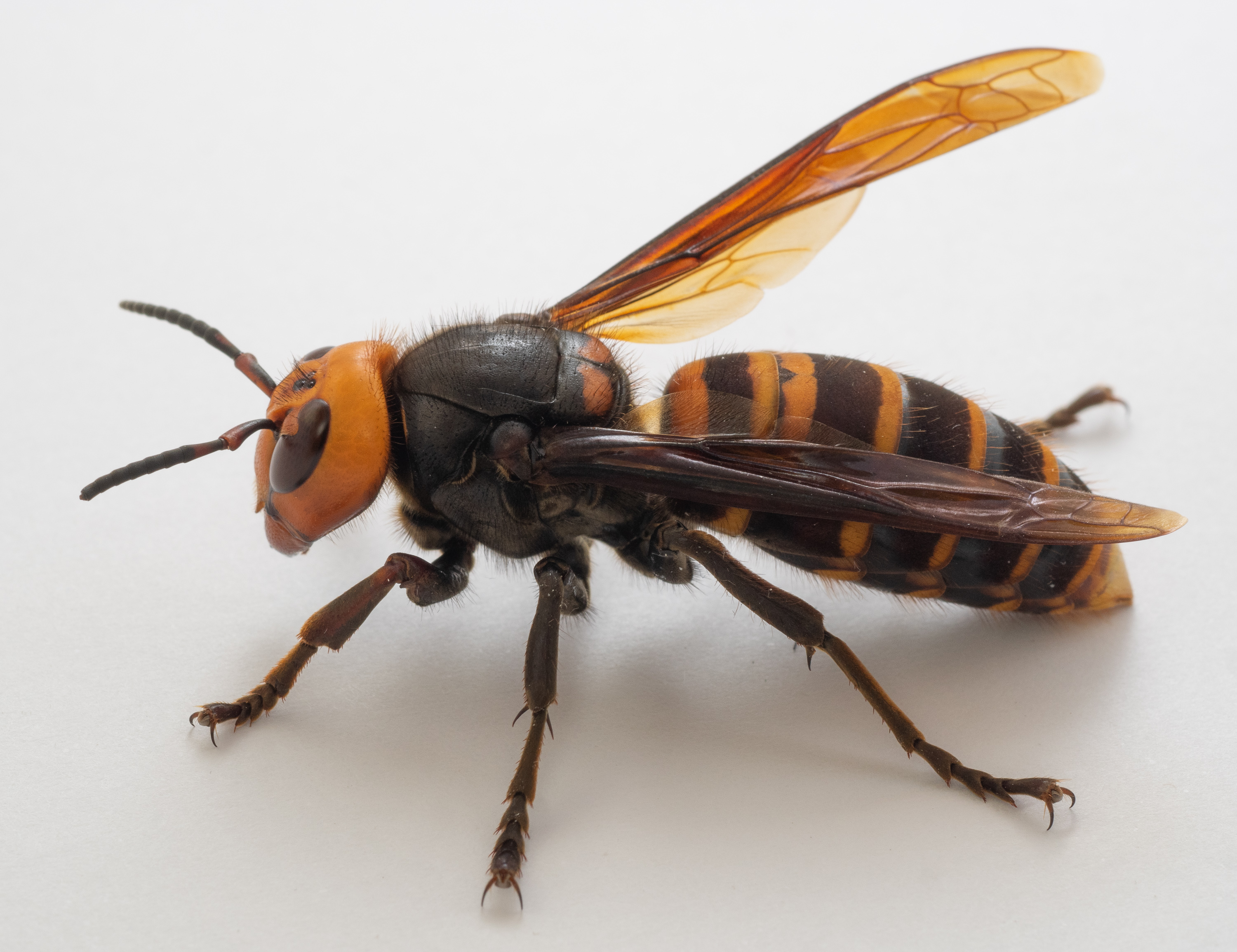
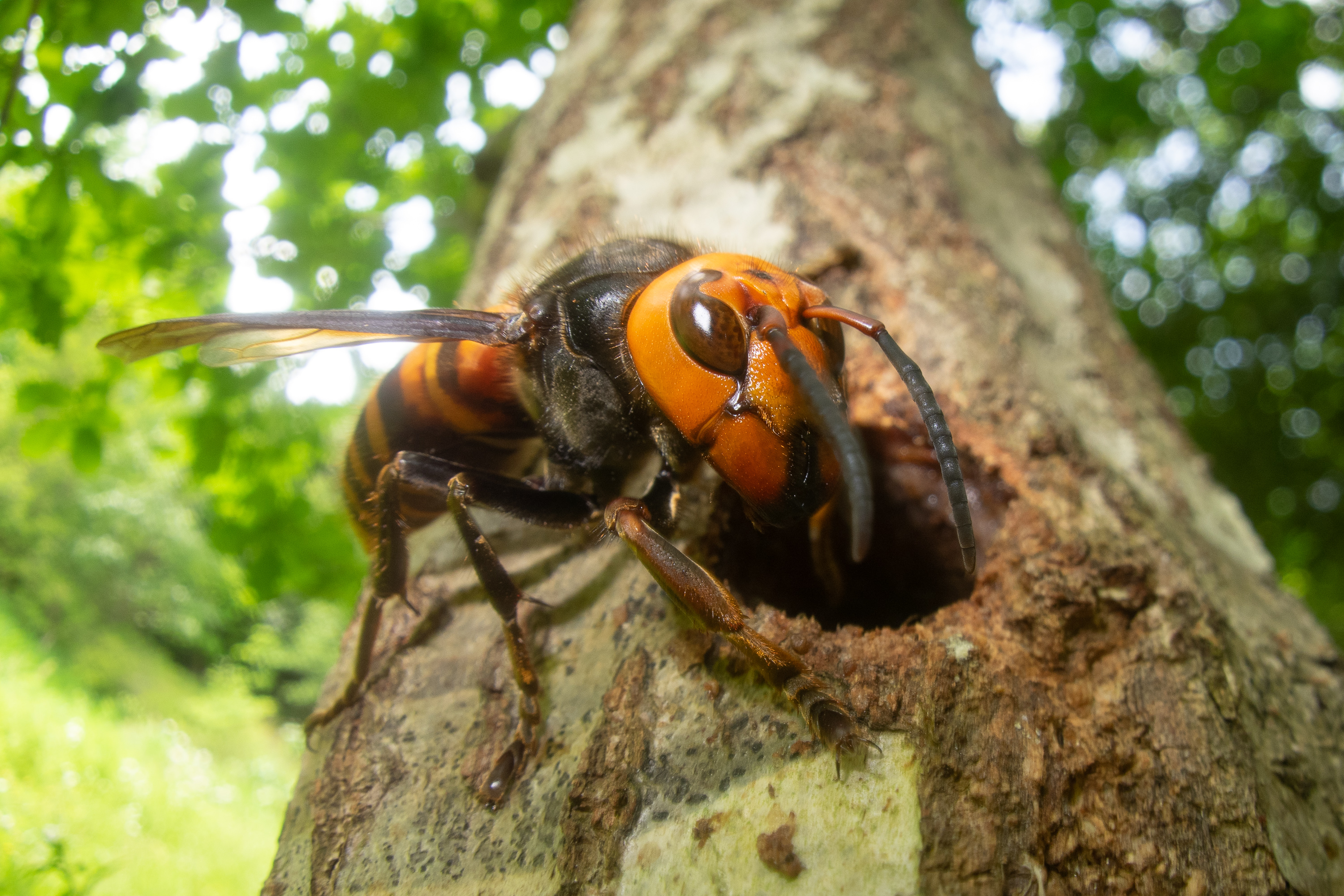
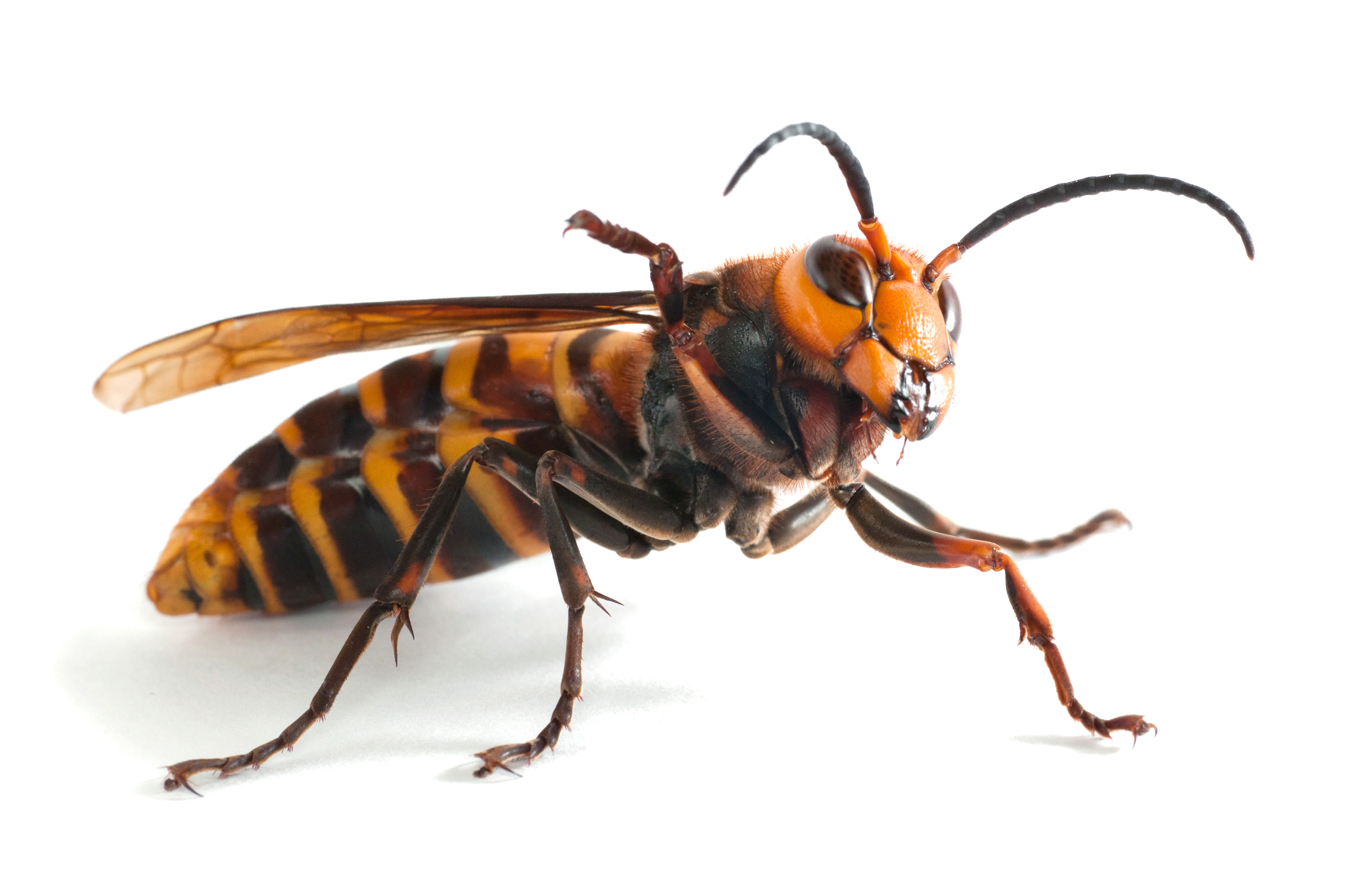
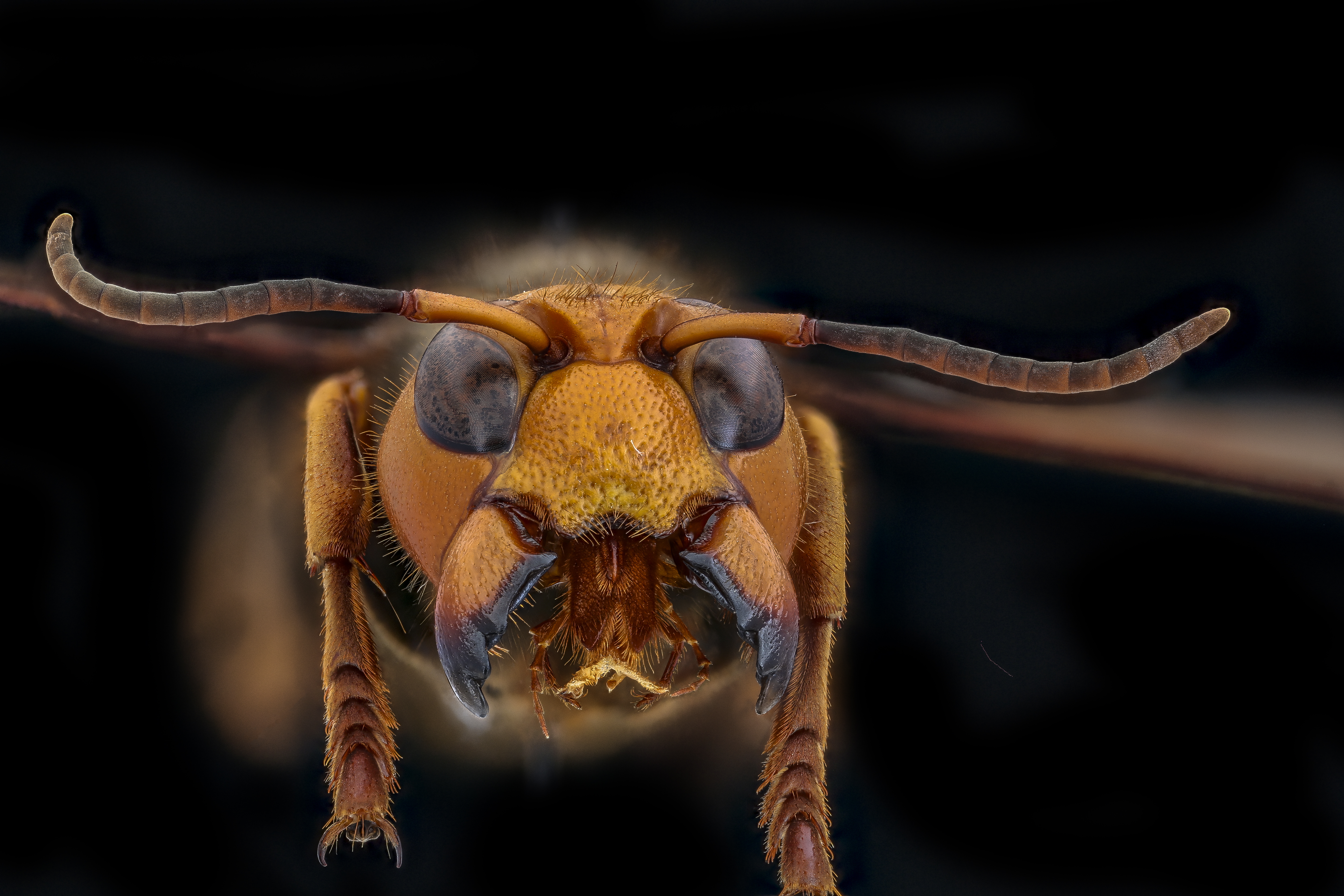

## Liste des sous-espèces
- Vespa mandarinia subsp. bellona Smith, 1871
- Vespa mandarinia subsp. magnifica Smith, 1852
- Vespa mandarinia subsp. nobilis Sonan, 1929
- Vespa mandarinia subsp. japonica